# Jernej Kopitar
Jernej Bartolomæus Kopitar, född 23 augusti 1780 i Repnje i Oberkrain, död 11 augusti 1844 i Wien,  var en slovensk slavist. 

## Biografi
Kopitar, som var bondson, vaktade sin fars boskap till sitt nionde år och kunde endast slovenska. Sedan han genomgått skola och gymnasium i Ljubljana, tillbringade han åtta år, från 1799, först som huslärare, sedan som sekreterare hos baron Žiga Zois. Förutom andra studier kom han under denna tid att i hög grad ägna sig åt sitt modersmål och författade en Grammatik der slavischen Sprache in Krain, Kärnten und Steyermark (1808) med en inledande översikt över de slaviska folken och språken samt den slovenska grammatikens historia och ett utförligt tillägg om den slovenska litteraturen. Inget annat slaviskt språk kunde vid den tiden uppvisa en grammatik av sådant vetenskapligt värde. 
År 1808 begav Kopitar sig till Wien för att studera juridik, men blev snart förordnad till censor för slavisk och grekisk litteratur samt anställd vid hovbiblioteket, där han slutligen blev kustos. Som censor lärde han känna Vuk Karadžić och fick mycket stort inflytande på hans livsriktning och verksamhet. Som bibliotekstjänsteman skickades Kopitar 1814 till Paris för att återföra de böcker och handskrifter, som fransmännen 1809 tagit i Wien. 
Kopitars andra större arbete var Glagolita Cloziamis (1836), i vilket publicerades ett handskriftfragment från 1000-talet, tillhörigt greve P. Cloz i Trieste och innehållande fyra delvis ofullständiga predikningar av Johannes Chrysostomos, Athanasios och Epiphanius av Salamis i fornslavisk översättning. I den utförliga inledningen framställde Kopitar först den satsen, att det språk, till vilket Kyrillos och Methodios översatte de heliga skrifterna och som sedan blev de "ortodoxa" slavernas kyrkospråk, var fornslovenska (ej fornbulgariska). I detta arbete publicerades också de berömda Freisingfragmenten, den äldsta kända urkunden med specifikt slovenskt språk. Senare utgav han Hesychii glossographi discipulus et epiglossistes russus in ipsa Constantinopoli sec. XII-XIII (1839), en grekisk handskrift från 1000- eller 1100-talet (hemförd från Konstantinopel under 1500-talet av Busbek), till vars randglossor är fogade ryska översättningar från 1100- och 1200-talet och som alltså för den ryska språkhistorien är av stort intresse. 
Kopitar skrev också Prolegomena historica till den upplaga av det berömda Reimsevangeliet ("Texte du sacre"), som på kejsar Nikolaj I:s befallning utgavs i Paris 1843. Han redogör i denna för slavernas omvändelse och den ifrågavarande handskriftens öden samt upprepar sin uppfattning om kyrkslaviskans fornslovenska härkomst. En mängd recensioner och smärre uppsatser är samlade och utgivna av Kopitars lärjunge Franc Miklošič under titeln Barth. Kopitars kleinere Schriften sprachwissenschaftlichen, geschichtlichen, ethnographischen und rechtshistorischen Inhalts (1857). 
Ryska författare ansåg att Kopitar var en fiende till den slaviska tanken och anklagade honom bland annat för att vara en österrikisk agent. Han var nämligen varken panslavist eller ryssvänlig, och genom Karadžićs, av honom inspirerade, åtgärder för serbiska språket och litteraturen drogs Serbien västerut och skildes sålunda mera från Ryssland. Kopitars omfattande brevväxling med Josef Dobrovský och andra slavister utgavs av Vatroslav Jagić 1885 och 1897 (delarna 39 och 62 av Ryska vetenskapsakademiens "Sbornik"). Kopitars stoft flyttades 1897 från Wien till Ljubljana. 